# 第15号弦乐四重奏 (肖斯塔科维奇)
降E小调第15号弦乐四重奏（作品号144）是德米特里·肖斯塔科维奇的最后一首弦乐四重奏。其于1974年5月17日写成，于当年11月15日在列宁格勒由塔涅耶夫四重奏组首演，是肖斯塔科维奇仅有的两首不由贝多芬四重奏组首演的弦乐四重奏之一。  该作与肖氏大多数的晚期作品一样，是对死亡内省的冥思。

## 结构
整首乐曲由六个首尾紧接、不加停顿的乐章构成，各个乐章的速度均标记为柔板。
1. 挽歌：柔板
2. 小夜曲：柔板
3. 间奏曲：柔板
4. 夜曲：柔板
5. 葬礼进行曲：柔板
6. 尾声：柔板

此曲完整演奏约需36分钟，从而成为肖斯塔科维奇诸弦乐四重奏中最长的一首。
肖斯塔科维奇要求贝多芬四重奏组如此演奏第一乐章：“就演成苍蝇在半空里死了掉在地上， 听众穷极无聊到开始从大厅里起身走人那样。”
该曲有一张与C小调第八弦乐四重奏打包的原声专辑，由菲茨威廉四重奏组演奏，于1976年在Decca唱片公司发行。肖斯塔科维奇监督了这张专辑的制作。